# Vijayachelys silvatica
Vijayachelys silvatica е вид костенурка от семейство Азиатски речни костенурки (Geoemydidae). Видът е застрашен от изчезване.

## Разпространение
Разпространен е в Индия.